# ザポリジュスタリ製鉄所

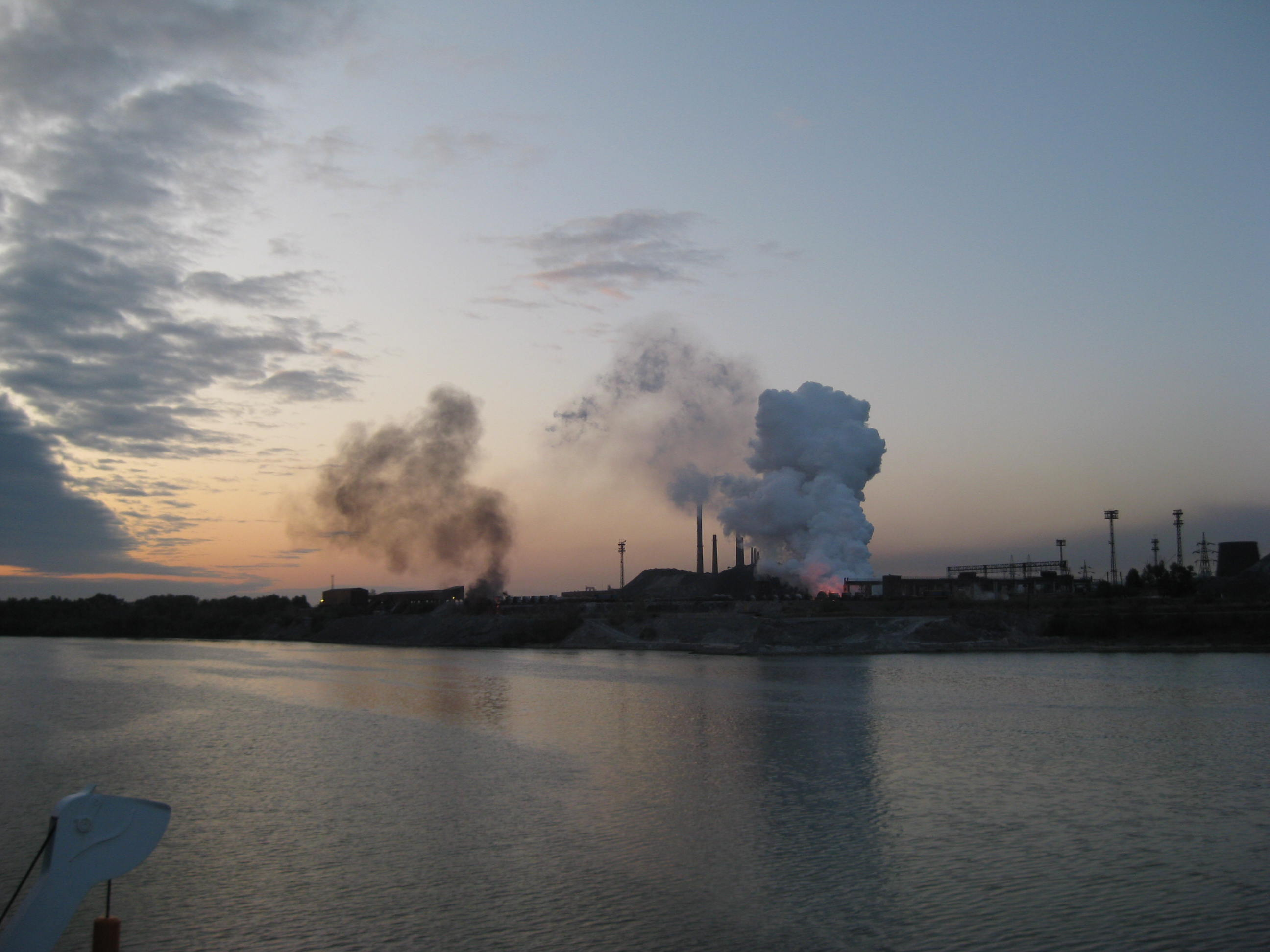
ドニエプル川に面したザポリジュスタリ製鉄所（2009年）

ザポリジュスタリ製鉄所（ザポリジュスタリせいてつじょ、ウクライナ語: Запорізький металургійний комбінат «Запоріжсталь»＝ザポリージャ冶金コンビナート「ザポリジュスタリ」、英語: Zaporizhstal）は、ウクライナ西部のザポリージャにある製鉄所で、同国のクリヴォリジュスタリ製鉄所、イリイチ製鉄所、アゾフスタリ製鉄所に次いで4番目に大きな製鉄所である。年間生産能力は450万トン、銑鉄は330万トン。
ザポリジュスタリは、自動車製造に使用される冷間圧延シート、ブリキ、研磨されたステンレス鋼および合金鋼のウクライナで唯一のメーカーである。ザポリージャ原子力発電所などがありウクライナで一人当たりの電力生産量が最も多い地域であるザポリージャ市のドニエプル川沿いにあり、原材料供給業者や鉄鋼消費者（パイプおよび機械製造会社）も近くにある。
ザポリジュスタリ製鉄所はソ連時代の1933年に設立され、ソ連の解体後の1990年代から始まった民営化を経て、2013年以降はSCM持株会社配下のメトインヴェストに属している。
当製鉄所もアゾフスタリ製鉄所と同様に、地下は堅固な地下要塞となっている。
2022年ロシアのウクライナ侵攻ではメトインヴェスト社が経営するマリウポリの製鉄所(イリイチ・アゾフスタリ)がロシア軍に破壊された。同年9月13日の報道によると、最前線でロシア軍と戦う兵士のための組み立て式のシェルターを製造し、出荷をはじめた。10個を無償で届けており、毎月20個を生産予定であるという。2022年には年間生産量が630万トンに落ち込んだものの、2023年10月時点においても生産を続けている。

## 参照項目
- ウクライナの金属生産